# Alzo de Abajo
Alzo de Abajo es una entidad de población española del municipio de Alzo, perteneciente a la provincia de Guipúzcoa, en la comunidad autónoma del País Vasco.

## Toponimia
El lugar puede aparecer referido como «Alzo de Abajo», «Alzo Abajo», «Olazabal» y «Altzo Azpi».

## Historia
Hacia mediados del siglo XIX, el lugar ya formaba parte de Alzo. Aparece descrito en el segundo volumen del Diccionario geográfico-estadístico-histórico de España y sus posesiones de Ultramar de Pascual Madoz con las siguientes palabras:

ALZO DE ABAJO ú OLAZABAL: ald. en la prov. de Guipúzcoa, part. jud. de Tolosa, á la der. del r. Oria: junto á su igl. parr. (San Salvador) se halla la ant. casa de Olazabal, que asi como la ald. forma parte de la v. de Alzo (V.).
(Madoz, 1845, p. 216)